# Giovanni Lavaggi
Giovanni Lavaggi (18. února 1958, Augusta, Sicílie) je italský automobilový závodník a konstruktér, bývalý pilot Formule 1 týmů Pacific Racing a Minardi.

## Kariéra před Formulí 1
Již jako mladý sportoval, účastnil se závodů v běhu na lyžích a létal na rogalu.
Roku 1989 se začal zabývat motosportem profesionálně, když závodil jako tovární jezdec týmu Kremer Racing ve voze Porsche 962. Postupně se propracoval přes Formuli 3000 a Champ Car do Formule 1.
V roce 1993 se stal mistrem Interserie.

## Formule 1
V roce 1992 testoval monopost týmu March. Lavaggi si koupil místo pilota u stáje Pacific Racing a debutoval při Grand Prix Německa 1995, odjel čtyři velké ceny a stal se jediným pilotem, který nedokončil ani jeden závod v sezoně. Pro sezonu 1996 přestoupil do Minardi, kde po boku Pedra Lamyho absolvoval tři grand prix, do dalších třech se nedokázal kvalifikovat.

## Kariéra mimo Formuli 1
Kromě Formule 1 se účastnil především závodů sportovních vozů. Roku 1995 se vrátil k týmu Kremer a zažil zde svůj největší úspěch, vyhrál slavný závod 24 hodin v Daytoně, také získal dvě vítězství v Mistrovství světa sportovních vozů. Roku 1996 odjel několik závodů GT v Německu a Itálii. V roce 1997 se nedokázal kvalifikovat na 24 hodin Le Mans a ani nestartoval v žádné jiné sérii.
V polovině sezony 1998 odjel několik velkých cen v MS sportovních vozů s vozem Ferrari F333 SP, poté přešel k týmu GLV Brums, který koupil a dále jej provozuje pod název Lavaggi Sport. Roku 1999 několikrát startoval spolu s Gastónem Mazzacanem a vyhráli společně závod v Magny-Cours a v dalších závodech několikrát skončili na pódiu, Mazzacane pro další rok odešel do F1 a Lavaggi jako náhradu angažoval Nicolase Filibertiho, se kterým obsadil tři pódiová umístění.
V roce 2007 postavil vlastním prototyp pro vytrvalostní závody a startoval s ním v Le Mans Series.

## Kompletní výsledky ve Formuli 1
| Legenda k tabulce | Legenda k tabulce                                                                       |
| Barva             | Výsledek                                                                                |
| ----------------- | --------------------------------------------------------------------------------------- |
| Zlatá             | Vítěz                                                                                   |
| Stříbrná          | 2. místo                                                                                |
| Bronzová          | 3. místo                                                                                |
| Zelená            | Bodované umístění                                                                       |
| Modrá             | Nebodované umístění                                                                     |
| Modrá             | Dokončil neklasifikován (NC)                                                            |
| Fialová           | Odstoupil (Ret)                                                                         |
| Červená           | Nekvalifikoval se (DNQ)                                                                 |
| Červená           | Nepředkvalifikoval se (DNPQ)                                                            |
| Černá             | Diskvalifikován (DSQ)                                                                   |
| Bílá              | Nestartoval (DNS)                                                                       |
| Bílá              | Závod zrušen (C)                                                                        |
| Světle modrá      | Pouze trénoval (PO)                                                                     |
| Světle modrá      | Páteční testovací jezdec (TD)                                                           |
| Bez barvy         | Netrénoval (DNP)                                                                        |
| Bez barvy         | Vyřazen (EX)                                                                            |
| Bez barvy         | Nepřijel (DNA)                                                                          |
| Bez barvy         | Odvolal účast (WD)                                                                      |
| Bez barvy         | Nezúčastnil se (prázdné)                                                                |
| Označení          | Význam                                                                                  |
| Tučnost           | Pole position                                                                           |
| Kurzíva           | Nejrychlejší kolo                                                                       |
| †                 | Jezdec nedojel do cíle, ale byl klasifikován, protože odjel více než 90 % délky závodu. |
| ‡                 | Byl udělován poloviční počet bodů, protože bylo odjeto méně než 75 % délky závodu.      |
| Horní index       | Umístění bodujících jezdců ve sprintu                                                   |

| Rok  | Tým                    | Šasi          | Motor   | 1   | 2   | 3   | 4   | 5   | 6   | 7   | 8   | 9       | 10      | 11      | 12      | 13      | 14      | 15     | 16      | 17  | Umístění | Body |
| ---- | ---------------------- | ------------- | ------- | --- | --- | --- | --- | --- | --- | --- | --- | ------- | ------- | ------- | ------- | ------- | ------- | ------ | ------- | --- | -------- | ---- |
| 1995 | Pacific Grand Prix Ltd | Pacific PR02  | Ford V8 | BRA | ARG | SMR | ESP | MON | CAN | FRA | GBR | GER Ret | HUN Ret | BEL Ret | ITA Ret | POR     | EUR     | PAC    | JPN     | AUS | -        | 0    |
| 1996 | Minardi Team           | Minardi M195B | Ford V8 | AUS | BRA | ARG | EUR | SMR | MON | ESP | CAN | FRA     | GBR     | GER DNQ | HUN 10  | BEL DNQ | ITA Ret | POR 15 | JPN DNQ |     | -        | 0    |